# Priscilla Bunbury's Virginal Book

Le Priscilla Bunbury's Virginal Book est un manuscrit musical compilé vers la fin des années 1630 par deux jeunes femmes d'une famille aisée du Cheshire. Il est plus notable pour ses indications de doigté que pour la qualité de la musique qu'il contient.

## Manuscrit
Le manuscrit est un volume vertical mesurant 30 centimètres sur 20 centimètres avec une reliure en cuir. La couverture avant porte les mots PRISCILLA BVNBURY en lettres ciselées et la couverture arrière les initiales PB. Il contient trente feuillets de deux pages avec des portées de six lignes. Il y a trente-cinq morceaux de musique bien écrits, mais les première et dernière pages, ainsi que les morceaux qu'ils portent, manquent. En plus de la musique, il y a une recette médicinale et d'autres gribouillis. Au moins deux écritures différentes peuvent être discernées (on en déduit qu'il s'agit des deux premières propriétaires, voir plus bas).
En 2001, le manuscrit se trouvait dans une collection privée en Angleterre.

## Auteurs de la compilation
Le premier propriétaire du livre est Priscilla Bunbury (1615-1682), fille de Sir Henry Bunbury de Little Stanney dans le Cheshire et de sa seconde épouse Martha. Le deuxième propriétaire a également été une Priscilla Bunbury (vers 1675 – après 1707), fille de Sir Thomas Bunbury, petit-fils de Sir Henry et de sa première épouse, et filleule de la première Priscilla.

## Contenu
Cinq pièces sont attribuées à Robert Hall, dont on ne sait rien. Cinq autres pièces sont d'Orlando Gibbons et trois de Randall Jewett, membre de la chorale de la cathédrale de Chester et frère de Randolph Jewett, peut-être élève d'Orlando Gibbons. L'intégralité de la "Battle" de William Byrd est considérée comme une seule pièce (elle se trouve également deux autres manuscrits). Il y a également une pièce de Giles Farnaby. Les vingt autres pièces ne sont pas attribuées.
1. [Sans titre] Whoop, do me no harm, good man (Orlando Gibbons)
2. The White Ribbin
3. The freind's  [sic] Good Night
4. The Celebran (Orlando Gibbons)
5. A jig
6. Put up thy dagger Jemmy (non attribué dans ce manuscrit, mais cette pièce est également dans le Fitzwilliam Virginal Book où elle est attribuée à Giles Farnaby)
7. Money is a Gallant thinge
8. Rappaks jig
9. The maukin
10. George
11. La holland
12. Mrs Prissilla Bunburie hir Delight
13. Almaine Mr Gibbons (Orlando Gibbons)
14. [Sans titre] (Randall Jewett)
15. A maske (Orlando Gibbons)
16. Berchen Greene Hollan
17. A french Lesson
18. Swinnertons Almaine
19. A Maske
20. A Coranto
21. The Buildings
22. Churtons farwell (Randall Jewett)
23. Almaine (Randall Jewett)
24. Grayes Inn Maske (Orlando Gibbons)
25. The new Rant
26. The parson of the parrish
27. Captaine owens Delight
28. A horne pipe (Robert Hall)
29. The battle by mr:bird (William Byrd): The soldiers sumons [sic]: The foote march: The horse march: The trumpetts: Irish march: Bagpipe: fife and drum: march to the fighte: Tantara : [Sans titre] : [Sans titre]: The bells. (Se trouve également dans My Ladye Nevells Booke et Elizabeth Roger's Virginal Book)
30. The buildinge
31. Frogg gall[iard] (Robert Hall)
32. The pleasing widdow (Robert Hall)
33. Mock widdow (Robert Hall)
34. My choyce is made and I desire no change. My choyce (Robert Hall)
35. The Nightingaill

## Doigtés
Les pièces 1 à 28, correspondant à l'écriture de la première Priscilla Bunbury, contiennent de nombreuses indications de doigté. En ce qui concerne la main droite, cela correspond au système moderne, avec le pouce numéroté "1" et le petit doigt "5". Le système est cependant inversé pour la main gauche, où l'auriculaire est numéroté "1" et le pouce "5". Il est clair que l'auteur a privilégié l'utilisation de l'annulaire pour la main droite et de l'annulaire et du pouce pour la main gauche sur les notes "fortes".